# Dennis Rozrabiaka (film 1993)
Dennis Rozrabiaka (ang. Dennis the Menace, 1993) – amerykańska komedia familijna o przygodach sześcioletniego łobuziaka – Dennisa Mitchella, który niejednokrotnie przysporzył kłopotów swojemu sąsiadowi – George’owi Wilsonowi. Tym razem jednak dostanie się komu innemu.

## Obsada
- Mason Gamble – Dennis Mitchell
- Walter Matthau – pan George Wilson
- Kellen Hathaway – Joey
- Robert Stanton – Henry Mitchell
- Lea Thompson – Alice Mitchell
- Joan Plowright – Martha Wilson
- Amy Sakasitz – Margaret Wade
- Natasha Lyonne – Polly
- Hank Johnston – Gunther Beckman
- Arnold Stang – fotograf
- Ben Stein – Boss
- Corey Vane – Mike
- Billie Bird – Mitty Butterwell
- Paul Winfield – komendant policji
- Bill Erwin – pan Butterwell
- Melinda Mullins – Andrea
- Devin Ratray – Mickey
- Christopher Lloyd – Switchblade Sam
- Ethel Gerstein – paplająca pani #1
- Rebecca Hogan – paplająca pani #2
- Leona Toppel – paplająca pani #3
- Peggy Goldberg – paplająca pani #4
- Jack McGuigan – paplający pan
- Casey Gamble – bawiący się w chowanego
- Daiana Campeanu – opiekunka do dziecka
- Robert A. Saunders – opiekun do dziecka ze złamaną ręką
- Beverly J. O’Donnell – starsza opiekunka do dziecka